# Tatsuo Sasaki
Tatsuo Sasaki (jap. 佐々木竜雄 Sasaki Tatsuo; ur. 24 września 1942 w prefekturze Akita) – japoński zapaśnik.
W 1963 był 4. na mistrzostwach świata w wadze średniej. W 1964 zajął 5. miejsce na igrzyskach olimpijskich w wadze średniej. W 1966 zdobył złoty medal igrzysk azjatyckich w tej samej wadze. W 1967 został brązowym medalistą mistrzostw świata w wadze półśredniej. W 1968 był 5. na igrzyskach olimpijskich w wadze średniej. W 1970 wywalczył złoty medal igrzysk azjatyckich oraz został wicemistrzem świata w tej samej wadze. W 1972 uplasował się na 5. pozycji na igrzyskach olimpijskich w wadze średniej.
Mistrz Japonii w wadze średniej z lat 1963-1966 i 1969-1972.